# The Age of Cataclysm
The Age of Cataclysm è il primo album della band tedesca black metal Cryptic Wintermoon. Il disco è stato registrato ai Frost Studios e pubblicato nel 1999 da parte della Ars Metalli Records.

## Tracce
1. The Cataclysm - 02:17
2. The Abyssal Spectre - 03:30
3. Born in Fire - 04:26
4. Into Ashes 04:43
5. Fallen Kingdoms 06:55
6. When Daylight Dies 05:21
7. Blood of the Dragon 06:20
8. Winter of Apocalypse 05:16
9. Black Moon 03:39
10. Angels Never Die 04:30
11. Gods of Fire and Ice 04:49
12. Necrobiosis 05:36
13. Dawn of Ages 04:36